# Risiocnemis pistor
Risiocnemis pistor är en trollsländeart som beskrevs av Gassmann och Hämäläinen 2002. Risiocnemis pistor ingår i släktet Risiocnemis och familjen flodflicksländor. Inga underarter finns listade i Catalogue of Life.